# Sitamun
Sitamun (tiếng Ai Cập: S3.t Jmn, "Con gái thần Amun") còn được viết là Sitamen hoặc Satamen, là một công chúa, đồng thời là vương hậu sống vào thời kỳ Vương triều thứ 18 trong lịch sử Ai Cập cổ đại.

## Thân thế
Sitamun là con gái trưởng của Pharaon Amenhotep III và vương hậu Tiye, tức là chị/em ruột với Pharaon Akhenaten. Chứng thực cho điều này là chiếc ngai (số hiệu CG 51113 tại Bảo tàng Ai Cập) mà nhà vua đã dành tặng cho con gái, trên đó có khắc dòng chữ: "Con gái trưởng được nhà vua yêu quý, Sitamun". Một chiếc ngai khác trên đó có khắc tên của Tiye và Sitamun, cũng như một công chúa khác không rõ tên. Tất cả đều được đặt trong lăng mộ KV46 của Trung úy Yuya và phu nhân Tjuyu, là cha mẹ của Tiye, tức ông bà ngoại của Sitamun.

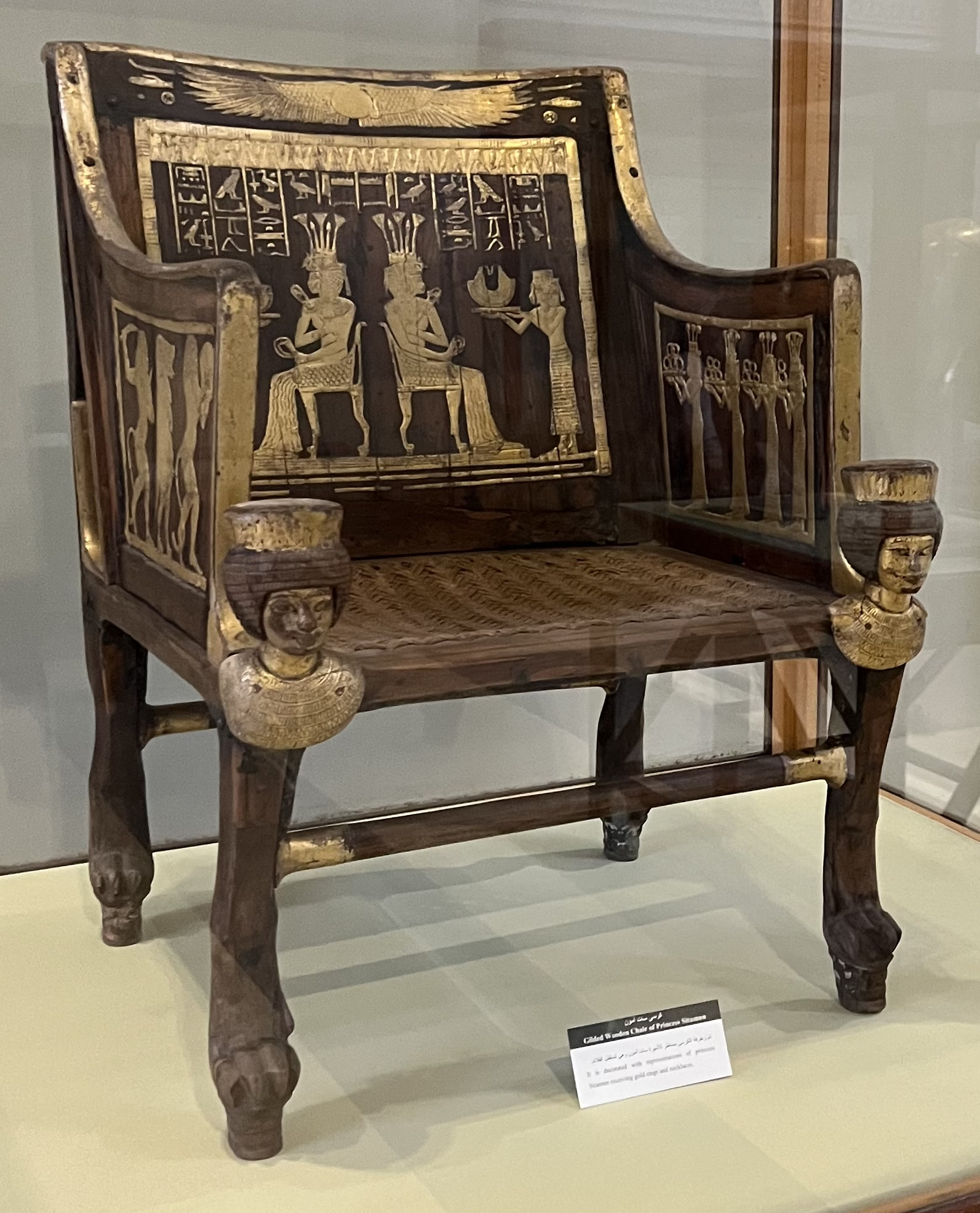
Ngai CG 51113 của Sitamun

Tấm bia số hiệu CG 34117 tìm thấy từ Abydos của Nebetkabeny cho thấy, bà là nhũ mẫu của riêng công chúa Sitamun.
Vào năm trị vì thứ 30 của Amenhotep III, nhân dịp nhà vua tổ chức lễ Sed lần thứ nhất, ông đã phong cho công chúa Sitamun làm Vương hậu Chánh cung của chính mình. Minh chứng cho cuộc hôn nhân này là dòng chữ khắc trên một cái lọ được tìm thấy tại cung điện Malkata tại Thebes, Ai Cập và một ống sứ xanh đựng bột kohl.
Khoảng năm 34 hoặc 37 của Amenhotep III, công chúa Iset, tương tự như người chị cũng thành hôn với cha mình. Thời điểm này, chánh cung Tiye vẫn còn sống (bà mất dưới thời của Akhenaten). Sitamun và Iset đều được phong hậu vào thời điểm Amenhotep tổ chức lễ Sed, nên có lẽ hai cuộc "hôn nhân" này mang hơi hướng thần thánh hóa hơn là vì mục đích dục vọng, vì các Pharaon luôn coi mình là hiện thân của thần thánh.
Amenhotep, con của Hapu, phụng mệnh vua Amenhotep III trở thành tổng quản cho công chúa Sitamun.
Sau khi Amenhotep III qua đời, Sitamun và Iset đều không được nhắc đến dưới thời trị vì của Akhenaten. Một phòng mộ tại WV22, lăng mộ của Amenhotep III, được dành cho Sitamun nhưng không có gì cho thấy bà đã được chôn cất tại đây.

## Tham khảo

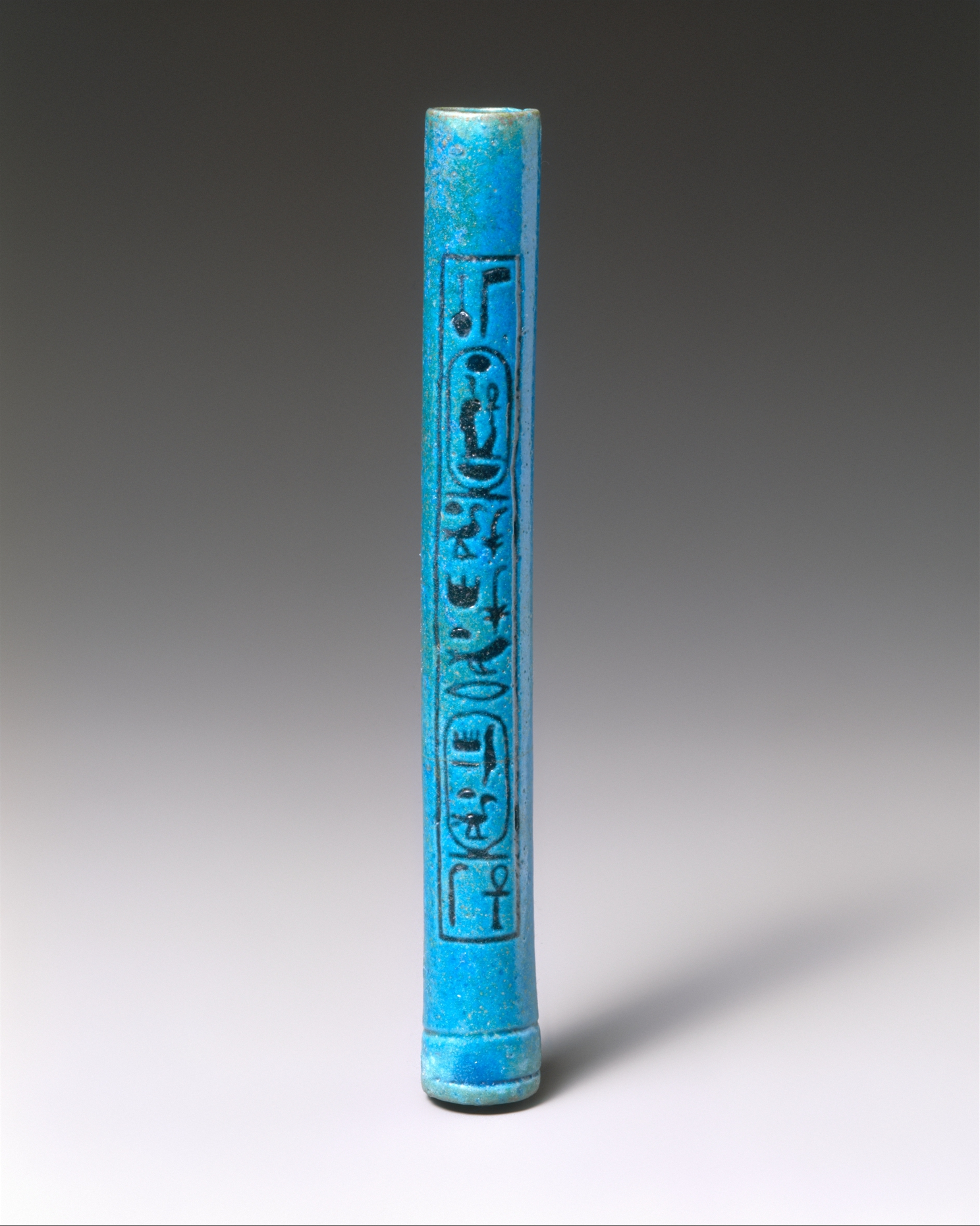
Ống sứ xanh chứa bột kohl có khắc tên của Amenhotep và Sitamun